# 高松豪
高松 豪（たかまつ ごう）は日本のシンガーソングライター。
所属レコード会社は、UNIVERSAL MUSIC JAPAN（レーベルは、EMI RECORDS）

## 人物・来歴
下町育ちで、小学校から高校まで、野球に取り組んでいたが、けがによって、野球ができなかった期間にギターを始めたことをきっかけに、音楽にのめり込み、高校を卒業した後に、ギターと寝袋を持って、ヒッチハイクを中心とした100日間の旅を行った。
尊敬する松任谷由実の「やさしさに包まれたなら」ストリートで歌っていたところ、それを目にしたインターネットラジオ番組【松任谷由実はじめました】のディレクターから話を聞いた松任谷に番組ゲストとして呼ばれ、40分に渡る対談が実現。松任谷はその後、下北沢の小さなライブハウスまで足を伸ばし実際にライブを見学、高松の「メロディーセンスと歌声」を絶賛した。
松任谷と同じユニバーサルミュージックのEMI Recordsから2014年メジャーデビュー。

## 詳細
ミュージックビデオ
「波乗り泥棒」

## 出演

### ラジオ
- Kiss FM KOBE「NIGHT SESSION」- 2014年10月7日から（隔週）
- 東海ラジオ「高松豪のGO!GO!ラジオ」- 2014年10月2日から（毎週木曜日）
- ニッポン放送 高松豪とたかまつななのオールナイトニッポン0(ZERO)－2014年7月7日～9月22日
- FM FUJI「劇団サンバカーニバル」-2014年9月13日
- FMせたがや「武部聡志MY FAVORITES」（後編）-2014年8月24日
- fm yokohama「FamilyMart collection PRESENTS CATCH OF SUMMER」-2014年8月14日
- FMせたがや「武部聡志MY FAVORITES」（前編）-2014年8月10日
- InterFM「武部聡志 MUSIC MASTER」-2014年7月26日
- ラジオ関西「桂春蝶のバタフライエフェクト」-2014年7月21日
- Kiss FM KOBE「4SEASONS」-2014年7月21日
- 東海ラジオ「TOKYO UPSIDE STATION」-2014年5月20日
- NACK5「ラジオのアナ～ラジアナ 木曜日」-2014年5月15日
- インターネットラジオ 松任谷由実はじめました-2014年4月25日～5月1日
- ニッポン放送「笑福亭鶴瓶 日曜日のそれ」-2014年4月6日

### テレビ
- J:COMテレビ「J:テレスタイル」-2014年8月7日

### ライブ・イベント
| 日程           | 名前                                                          | 会場                                             | 備考                       |
| -------------- | ------------------------------------------------------------- | ------------------------------------------------ | -------------------------- |
| 2014年12月8日  | 8時だョ！100人集合ワンマンLIVE                                | 下北沢MOSAiC                                     |                            |
| 2014年10月16日 | オールナイトニッポンZERO・LIVEパ～ラダイス                    | 渋谷TSUTAYA O-WEST                               |                            |
| 2014年10月11日 | AGEOまちフェス                                                | 上尾カフェ・ド・グランベル                       |                            |
| 2014年9月18日  | J:COM Wonder Studio LIVE「Loveフェス」                        | スカイツリーそらまち「J-COM WONDER STUDIO」      |                            |
| 2014年9月14日  | 東海ラジオ開局55周年記念イベント TOKAIRADIO Go Go!            | 名古屋オアシス21                                 |                            |
| 2014年9月4日   | J:COM Wonder Studio LIVE「Loveフェス」                        | スカイツリーそらまち「J-COM WONDER STUDIO」      |                            |
| 2014年8月25日  | J:COM Wonder Studio LIVE「Loveフェス」                        | スカイツリーそらまち「J-COM WONDER STUDIO」      |                            |
| 2014年8月14日  | Fm yokohama『FamilyMart collection PRESENTS CATCH OF SUMMER』 | FMヨコハマビーチハウス                           |                            |
| 2014年8月9日   | 今が旬!!～昇竜拳の巻～                                        | 渋谷CLUB QUATTRO                                 |                            |
| 2014年8月7日   | J:COM Wonder Studio LIVE「Loveフェス」                        | スカイツリーそらまち「J-COM WONDER STUDIO」      |                            |
| 2014年8月6日   | Marunouchi Music Lounge 2014                                  | 丸の内丸ビル1階マルキューブ                      |                            |
| 2014年8月1日   | 有楽町 打ち水ウィーク2014                                     | 有楽町駅前 ニッポン放送イベントスペース          |                            |
| 2014年7月26日  | GO TAKAMATSU UNIVERSAL MUSIC LIVE                             | UNIVERSAL MUSIC JAPAN本社内                      | 抽選制による30名限定ライブ |
| 2014年7月26日  | TOWER OF MUSIC Vol.55                                         | 横浜マリンタワー                                 |                            |
| 2014年7月25日  | 「波乗り泥棒」発売記念フリーライブ                            | フジテレビ本社屋1F広場「お台場マイナビステージ」 |                            |
| 2014年7月24日  | Great Hunting Night Vol.62                                    | 原宿ストロボカフェ                               |                            |
| 2014年7月21日  | 「波乗り泥棒」発売記念ミニライブ＆サイン会                    | タワーレコード神戸店                             |                            |
| 2014年7月21日  | 「波乗り泥棒」発売記念ミニライブ＆サイン会                    | 神戸ハーバーランドumie モザイク1F希望の広場      |                            |
| 2014年7月20日  | 「波乗り泥棒」発売記念ミニライブ＆サイン会                    | タワーレコード難波店                             |                            |
| 2014年7月20日  | 「波乗り泥棒」発売記念ミニライブ＆サイン会                    | あべのHoop オープンエアプラザ                    |                            |
| 2014年7月19日  | 「波乗り泥棒」発売記念ミニライブ＆サイン会                    | タワーレコード京都店                             |                            |
| 2014年7月19日  | 「波乗り泥棒」発売記念ミニライブ＆サイン会                    | 音楽館 清水屋                                    |                            |
| 2014年7月18日  | 音霊 OTODAMA SEA STUDIO 2014                                  | 音霊 OTODAMA SEA STUDIO                          |                            |
| 2014年7月16日  | 「波乗り泥棒」発売記念ミニライブ＆サイン会                    | 渋谷マルイシティ                                 |                            |

## タイアップ
| 起用年       | 楽曲       | タイアップ                |
| ------------ | ---------- | ------------------------- |
| 2014年6、7月 | 波乗り泥棒 | TBS系TV「王様のブランチ」 |